# Mexipedium xerophyticum
Mexipedium xerophyticum ist eine Pflanzenart aus der Familie der Orchideen (Orchidaceae). Es handelt sich um kleine Pflanzen, die inklusive Blütenstand eine Wuchshöhe von 20 bis 40 Zentimetern erreichen. Sie sind nur von einem kleinen Verbreitungsgebiet im südlichen Mexiko bekannt, wo sie 1988 entdeckt wurden. Innerhalb der Gattung Mexipedium ist Mexipedium xerophyticum die einzige Art.

## Beschreibung
Mexipedium xerophyticum ist eine ausdauernde, krautige Pflanze.  Das Wachstum erfolgt sympodial, der einzelne Spross lebt etwa fünf Jahre und schließt sein Wachstum mit dem Blütenstand ab. Aus basal liegenden Erneuerungsknospen treiben Ausläufer aus, so dass mit der Zeit eine kleine Kolonie entstehen kann.

### Rhizom und Wurzel
Zwischen den einzelnen Sprossen liegt ein von Niederblättern umhülltes Rhizom von etwa 20 Zentimetern Länge (fünf bis zwölf Internodien). Die Wurzeln entspringen an der Basis der Sprosse, nicht entlang des Rhizoms. Die Wurzeln sind dicht behaart und von Velamen radicum umhüllt, dieses ist mehrere Zellschichten dick. Die Zellwände des Velamens sind zahlreich perforiert. Das dicke, aber perforierte Velamen wird als Anpassung an Trockenzeiten angesehen – es soll Austrocknung verhindern, aber vorhandenes Wasser schnell aufnehmen. Die Tilosome (verholzte Stellen am Übergang zwischen Velamen und Exodermis) sind schwammartig ausgebildet. Die Zellen von Exodermis und Endodermis besitzen dicke Zellwände und sind verholzt.

### Blatt
Der Spross ist zweizeilig mit etwa fünf bis acht dick ledrigen, schräg nach oben weisenden Laubblättern besetzt. Die Form ist länglich-oval bis linealisch bei einer Länge von 3,5 bis zwölf Zentimetern und einer Breite von 1,5 bis zwei Zentimetern. Der Blattrand kann bewimpert sein, ansonsten sind die Blätter nicht behaart. Das Blatt endet abgerundet mit einer kleinen aufgesetzten Spitze. Die Oberseite ist grün, die Unterseite hellgrün gefärbt. Die Blätter haben eine ledrig-fleischige Textur und sind etwa einen Millimeter dick. Sie sind längs der Mittelrippe gefaltet, die auf der Blattunterseite deutlich hervortritt. Der Blattgrund umschließt den Spross, zwischen Blattgrund und Blattspreite gibt es kein Trenngewebe.
Die Oberfläche ist mit einer Wachsschicht überzogen. Die Stomata sitzen auf der Blattunterseite und sind von einem aufgewölbten Rand der Kutikula umgeben. An der Blattoberseite gibt es große Epidermiszellen mit dicker Wand, die Wasser speichern können. Diese Merkmale sind Anpassungen an trockene Standorte.
Mikroskopisch kleine Erhebungen auf den Blattflächen und die schräg nach oben weisenden Blätter erhöhen die Fähigkeit, diffuses oder schräg einfallendes Licht aufzufangen. Innerhalb des Mesophylls enthalten die Zellen der abaxialen, also der Blattunterseite zugewandten Schicht die meisten Chloroplasten.

### Blüte
Der wenig verzweigte Blütenstand erscheint endständig, er trägt etwa drei bis sieben nacheinander aufblühende Blüten. Der rötliche, mit rot-braunen Haaren besetzte Blütenstandsstiel wird etwa sechs bis 14 Zentimeter lang. Er weist einen Knoten auf, der mit einem ovalen, stumpf endenden, dunkelbraunen, behaarten Hochblatt besetzt ist. Auch die einzelnen Blüten stehen an einem Blütenstiel aus zwei Internodien und einem Hochblatt. Der Blütenstiel ist im Querschnitt seitlich etwas zusammengedrückt, die Hochblätter sind behaart und am Rand bewimpert. Der Fruchtknoten ist ebenfalls behaart und mit drei längs verlaufenden Rippen versehen, er ist einkammrig mit parietaler Plazentation.
Die Blüte misst etwa 1,5 bis zwei Zentimeter im Durchmesser. Die Blütenblätter sind weiß mit wenigen rosa gefärbten Stellen. Die Sepalen sind auf der Außenseite dicht braun behaart. In der Knospe stehen die Sepalen valvat. Das obere Sepal wölbt sich über der Blüte und endet spitz, es kann an der Basis auch auf der Innenseite behaart sein und am Rand Wimpern aufweisen. Die beiden anderen Sepalen sind komplett miteinander verwachsen (Synsepal), nur manchmal mit einer zweigeteilten Spitze versehen, meist aber stumpf endend. Die seitlichen Petalen sind länglich, unbehaart bis auf einige Wimpern am Grund, sie enden spitz. Die Lippe ist sackartig geformt, die Ränder nach innen gebogen. Auf der Innenseite befinden sich drüsige Haare. Die Säule trägt zwei fruchtbare Staubblätter und ein unfruchtbares, zu einem schildförmigen Staminodium umgeformtes. Alle drei sind kurz gestielt. Die Staubblätter enthalten in je zwei Kammern den gelben, körnigen Pollen. Die Narbe ist dreilappig.
Aus der Blüte entwickelt sich eine aufrecht stehende, zylindrisch geformte Kapselfrucht. Früchte werden recht zahlreich gebildet, als Bestäuber werden kleine Bienen vermutet.

### Chromosomensatz
Die Zahl der Chromosomen bei Mexipedium xerophyticum beträgt 2n = 26. Ein Paar Chromosomen ist auffallend groß, etwa doppelt so groß wie die anderen. Von den 26 Chromosomen sind 20 metazentrisch und sechs telozentrisch. Aufgrund der telozentrischen Chromosomen ergibt sich eine nombre fondamental (Zahl der Chromosomenarme) von x = 23.

## Verbreitung und Standort
Die Art besiedelt nur ein kleines Areal im mexikanischen Bundesstaat Oaxaca im Tal des Río del Corte. Sie kommt in Höhenlagen um 300 Meter vor. Das Klima ist durch eine Trockenperiode, die etwa von März bis Mai reicht, gekennzeichnet.
Innerhalb von Wäldern aus Kiefern (Pinus), Eichen (Quercus) und Amberbäumen (Liquidambar) wachsen die Pflanzen auf zutage tretendem Kalkstein-Karst mit dünner Humus-Auflage. Die Trockenperioden werden durch das schnell ablaufende Wasser noch verstärkt. In der Wachstumsperiode dagegen fällt reichlich Niederschlag. Der bekannte Standort liegt an steilen, nach Norden oder Osten ausgerichteten Felswänden. Die Vegetation dort wird von kleinen Bäumen wie Plumeria rubra, Bursera simaruba und Pseudobombax ellipticum dominiert. In der Strauchschicht wachsen Acanthocereus, Agave, Beaucarnea und Yucca. In der Krautschicht ist Mexipedium xerophyticum unter anderem vergesellschaftet mit Selaginella, Peperomia und der Orchidee Cyrtopodium paniculatum.

## Gefährdung
Es gibt nur einen bekannten Standort, die Kalkfelsen haben weniger als einen Hektar Ausdehnung. Zum Zeitpunkt der Entdeckung, 1988, wuchsen dort sieben Pflanzen, die größte bestand aus etwa 120 einzelnen Rosetten. Jungpflanzen oder Sämlinge wurden nicht gefunden, obwohl alle Exemplare blühten und fruchteten. Eine Pflanze und Teile einer zweiten wurden für wissenschaftliche Zwecke entnommen. Die weitere Kultivierung und Vermehrung gelang, so dass die Art inzwischen in Spezialgärtnereien erhältlich ist.
Der genaue Standort wurde in der Erstbeschreibung nicht erwähnt, trotzdem wurden durch Sammler weitere Pflanzenteile entnommen. Der Wald im Tal unter den Felsen wurde inzwischen gerodet. 1996 waren nur noch zwei Pflanzen auffindbar, nach einem Feuer 1998 nur noch eine. Bei einer erneuten Suche 2009 wurden in der Nähe des bisher bekannten Standortes einige weitere Pflanzen gefunden. Die Art ist an ihrem natürlichen Standort unmittelbar vom Aussterben bedroht.
Die ganze Gattung Phragmipedium ist im CITES-Anhang I gelistet, so auch das zuerst als Phragmipedium xerophyticum beschriebene Mexipedium.

## Systematik und botanische Geschichte
Mexipedium bildet mit vier weiteren Gattungen die Unterfamilie Cypripedioideae, allen gemeinsam ist die sackartige Lippe und das Vorhandensein von zwei fruchtbaren und einem unfruchtbaren Staubblatt.
Die Art wurde von Soto, Salazar und Hagsater 1990 als Phragmipedium xerophyticum in Orquidea; Organo Oficial de la Sociedad Mexicana Amigos de las Orquideas Band 12, Seite 2–6
beschrieben. Die Gattung Phragmipedium kommt ebenfalls in Amerika vor. Bis dahin waren die Gattungen Phragmipedium und Paphiopedilum sehr leicht anhand des Fruchtknotens zu unterscheiden: einkammrig bei den asiatischen Paphiopedilum, dreikammrig bei den amerikanischen Phragmipedium. Die Beschreibung der neuen Art verwischte diese Grenze: Die Pflanzen besitzen einen einkammrigen Fruchtknoten, was nicht mit der bisherigen Abgrenzung von Phragmipedium vereinbar war. In der Folge stellten Albert und Chase 1992 eine neue Gattung namens Mexipedium mit der einzigen Art Mexipedium xerophyticum (Soto Arenas, Salazar & Hágsater) V.A.Albert & M.W.Chase in Lindleyana; Scientific Journal of the American Orchid Society Band 7, Teil 3, Seite 173 auf. Albert und Petterson vertraten 1994 ein Konzept, alle drei Gattungen in einer zusammenzufassen, was sich aber nicht durchsetzte.
Genetische Untersuchungen ergaben, dass Mexipedium xerophyticum tatsächlich am nächsten mit Phragmipedium verwandt ist, es bildet zu dieser Gattung die Schwestergruppe. Die Unterschiede – sowohl auf genetischer als auch morphologischer Basis – werden meist als ausreichend für die Einordnung in eine eigene Gattung angesehen.
Das mittelamerikanische Vorkommen von Mexipedium xerophyticum stärkt die These, dass die Unterfamilie Cypripedioideae in dieser Gegend ihren Ursprung hat. Dort kommen weitere basale Taxa mit vermutlich „ursprünglichen“ Merkmalen vor, wie Selenipedium und Cypripedium irapeanum.
Der Name Mexipedium setzt sich zusammen aus dem Herkunftsland Mexiko und dem griechischen Wort  τὰ πέδιλα pedilon „Fußbekleidung, Schuh“, das sich auf die Form der Lippe bezieht. Schon die anderen vier Gattungen der Unterfamilie enden auf -pedium bzw. -pedilum. Der Artname xerophyticum bezeichnet eine Trockenheit ertragende, xerophytische Pflanze.